# По ту сторону надежды
«По ту сторону надежды» (фин. Toivon tuolla puolen) — комедийный фильм-драма финского кинорежиссёра Аки Каурисмяки. Фильм получил награды нескольких международных конкурсов.
По заявлению самого Каурисмяки, фильм является заключительным в его режиссёрской карьере и главная мысль картины в том, что «мы все люди, сегодня одни вынуждены бежать, завтра — мы можем стать беженцами».
В российском прокате — с 7 декабря 2017 года.

## Сюжет
Немолодой финский коммивояжёр Вальдемар Викстрём (Сакари Куосманен) покидает жену. На деньги, выигранные в карты, он начинает новый бизнес — приобретает старомодный ресторан «Золотая пинта». Молодой беженец из сирийского Алеппо механик Халед (Шерван Хаджи) планирует легализоваться в Финляндии: его дом разбомблён, вся семья (за исключением пропавшей сестры) убита. Его прошение, однако, отклонено, но вместо депортации он с фальшивыми документами становится разнорабочим в «Золотой пинте». Добросердечные сотрудники ресторана пытаются спасти человека, бегущего от войны, местных фашистов и ксенофобов, а также жерновов государственной машины. Халед также разыскивает свою сестру, пропавшую в Алеппо, и находит её с помощью финских товарищей. Один из дальнобойщиков доставляет девушку из Литвы в Хельсинки…

## В ролях
| Актёр                    | Роль                      |
| ------------------------ | ------------------------- |
| Шерван Хаджи             | сирийский беженец Халед   |
| Сакари Куосманен         | ресторатор Викстрём       |
| Яанне Хюютиайнен         | повар Нюрхинен            |
| Ниппу Койву              | официантка Мирья          |
| Илкка Койвула            | швейцар Каламниус         |
| Симон Хуссейн Аль-Базоон | Маздак                    |
| Кайя Пакаринен           | жена                      |
| Кати Оутинен             | владелица магазина одежды |
| Томми Корпела            | Мелартин                  |
| Туомари Нурмио           | уличный музыкант          |
| Исмо Хаависто            | уличный музыкант          |

## Награды
| Список наград и номинаций       | Список наград и номинаций | Список наград и номинаций                | Список наград и номинаций | Список наград и номинаций | Список наград и номинаций |
| Кинопремия                      | Дата церемонии            | Категория                                | Номинант                  | Результат                 | Ком.                      |
| ------------------------------- | ------------------------- | ---------------------------------------- | ------------------------- | ------------------------- | ------------------------- |
| Берлинский кинофестиваль        | 18 февраля 2017           | Золотой медведь                          | По ту сторону надежды     | номинация                 |                           |
| Берлинский кинофестиваль        | 18 февраля 2017           | «Серебряный медведь» за лучшую режиссуру | Аки Каурисмяки            | награда                   | [ 5 ]                     |
| Prix FIPRESCI                   | 2017                      | Гран-при за лучший фильм года            | По ту сторону надежды     | награда                   | [ 6 ]                     |
| Премия Европейской киноакадемии | 2017                      | «Лучший европейский фильм»               | По ту сторону надежды     | номинация                 | [ 7 ]                     |
| Премия Европейской киноакадемии | 2017                      | «Лучший европейский режиссёр»            | Аки Каурисмяки            | номинация                 |                           |